# أندريا بيانكي
أندريا بيانكي (بالإيطالية: Andrea Bianchi)‏ (و. 1925 – م) هو مخرج سينمائي، وكاتب سيناريو، ومونتير، من إيطاليا، ولد في روما.

## وصلات خارجية
- أندريا بيانكي على موقع IMDb (الإنجليزية)
- أندريا بيانكي على موقع ألو سيني (الفرنسية)
- أندريا بيانكي على موقع أول موفي (الإنجليزية)
- أندريا بيانكي على موقع قاعدة بيانات الأفلام السويدية (السويدية)
- أندريا بيانكي على موقع قاعدة بيانات الفيلم (الإنجليزية)
- أندريا بيانكي على موقع كينوبويسك (الروسية)